# منتخب ماكاو لاتحاد الرغبي
منتخب ماكاو لاتحاد الرغبي هو ممثل ماكاو الرسمي في المنافسات الدولية في اتحاد الرغبي
.